# Robert Turner
Robert Turner (nacido el 4 de agosto de 1993, Augusta (Georgia)) es un baloncestista profesional estadounidense que actualmente se encuentra sin equipo. Se desempeña en la posiciones de base y escolta.

## Trayectoria
Robert Turner se formó en la New Mexico Junior College (2011-2013). Después jugó en los Texas Tech Red Raiders de la NCAA (2013-2015) y posteriormente en la Superliga de Mongolia, donde en los 14 partidos que jugó hizo 27 puntos de media y 31 de valoración.
Disputó la temporada 2017/18 en las filas del Basket Club d'Orchies, equipo de la NM1, tercera división de la liga francesa. Turner estuvo un año, en el que jugó 19 partidos, con medias por partido de 28.9 minutos jugados, 17:26 puntos y 4'5 asistencias.
En verano de 2018, llega a España para jugar en las filas del Força Lleida Club Esportiu de la LEB Oro.